# Gérard Pirès
Gérard Pirès (Parigi, 31 agosto 1942) è un regista e sceneggiatore francese.

## Biografia
Gérard Pirès ha esordito nel cinema come assistente del regista Michel Deville per il film Le armi segrete del generale Fiascone (Martin soldat, 1966). Nel 1969 ha diretto il suo primo lungometraggio, Erotissimo, con Annie Girardot come protagonista. Negli anni '70 ha lavorato con discreto successo, spesso in produzioni italo-francesi, alternando film leggeri a film drammatici e affrontando temi di costume che hanno scalfito mode e comportamenti. Tra gli altri, nel 1975 ha diretto Jean-Louis Trintignant nel drammatico Appuntamento con l'assassino (L'agression), per poi realizzare nel 1976, sempre con lo stesso protagonista, la commedia di costume Caccia al montone (L'ordinateur des pompes funèbres).
Appassionato di aviazione, motociclismo e automobilismo, negli anni '80 si è allontanato dal cinema a seguito di un grave incidente motociclistico. Durante un giro in enduro con un amico, ha urtato una catena posta dall'altra parte della strada mettendo a rischio la sua vita per un profondo taglio alla gola; si è salvato grazie al tempestivo intervento del suo amico, ma porta ancora oggi gravi conseguenze. Per più di dieci anni non ha girato film ma ha continuato a lavorare realizzando più di 400 spot pubblicitari, tra i quali quelli per la casa automobilistica Peugeot.
Nel 1998 è rientrato sul grande schermo con Taxxi, un enorme successo popolare prodotto da Luc Besson, che alla ventiquattresima cerimonia del César è stato candidato nelle categorie miglior regista e miglior film francese dell'anno.
Nel 2002, ha tentato la fortuna a livello internazionale con il film Riders - Amici per la morte, ma è stato un fallimento commerciale. Miglior fortuna hanno avuto i successivi Double zéro (2004) e Sky Fighters (2005); quest'ultimo in particolare ha ricevuto entusiastiche recensioni per quanto riguarda le acrobazie aeree eseguite senza effetti speciali digitali.

## Filmografia

### Regista
- Le misanthrope - cortometraggio (1966)
- Je ne sais pas - cortometraggio (1966)
- S.W.B. - cortometraggio (1969)
- L'art de la turlute - cortometraggio (1969)
- La fête des mères - cortometraggio (1969)
- Erotissimo (1969)
- Il rompiballe... rompe ancora (Fantasia chez les ploucs) (1971)
- La pendolare (Elle court, elle court la banlieue) (1973)
- Appuntamento con l'assassino (L'agression) (1975)
- Attenti agli occhi, attenti al... (Attention les yeux !) (1976)
- Caccia al montone (L'ordinateur des pompes funèbres) (1976)
- L'entourloupe (1980)
- Rends-moi la clé! (1981)
- De Serge Gainsbourg à Gainsbarre de 1958-1991 - documentario (1994)
- Taxxi (Taxi) (1998)
- Riders - Amici per la morte (Riders) (2002)
- Double zéro (2004)
- Sky Fighters (2005)
- Guo bao zong dong yuan - cortometraggio (2007)

### Sceneggiatore
- Le misanthrope - cortometraggio, regia di Gérard Pirès (1966)
- Je ne sais pas - cortometraggio, regia di Gérard Pirès (1966)
- S.W.B. - cortometraggio, regia di Gérard Pirès (1969)
- L'art de la turlute - cortometraggio, regia di Gérard Pirès (1969)
- La fête des mères - cortometraggio, regia di Gérard Pirès (1969)
- Erotissimo, regia di Gérard Pirès (1969)
- Il rompiballe... rompe ancora (Fantasia chez les ploucs), regia di Gérard Pirès (1971)
- La pendolare (Elle court, elle court la banlieue), regia di Gérard Pirès (1973)
- Appuntamento con l'assassino (L'agression), regia di Gérard Pirès (1975)
- Attenti agli occhi, attenti al... (Attention les yeux!), regia di Gérard Pirès (1976)
- Caccia al montone (L'ordinateur des pompes funèbres), regia di Gérard Pirès (1976)
- Rends-moi la clé!, regia di Gérard Pirès (1981)
- Riders. Amici per la morte (Riders), regia di Gérard Pirès (2002)
- Sky Fighters, regia di Gérard Pirès (2005)